# Fußball-Verbandsliga Westfalen 1975/76
Die Saison 1975/76 war die 20. Spielzeit der drittklassigen Verbandsliga Westfalen. Meister wurde der SC Herford, der sich in der folgenden Aufstiegsrunde zur 2. Bundesliga durchsetzen konnte. Aus der Gruppe 1 stiegen der VfB 03 Bielefeld, der TSV Marl-Hüls und der TuS Schloß Neuhaus, aus der Gruppe 2 der VfL Bad Berleburg, der TuS Eving-Lindenhorst und der Hasper SV ab. Aus der 2. Bundesliga stiegen die DJK Gütersloh und die SpVgg Erkenschwick ab. Aus den Landesligen stiegen in die Gruppe 1 der Herringer SV und die Spvg Steinhagen und in die Gruppe 2 der TSV Bigge-Olsberg, der VfL Gevelsberg und Eintracht Recklinghausen auf.

## Legende
|     |                                                          |
|     | Teilnahme an der Westfalenmeisterschaft                  |
|     | Teilnahme an der Abstiegsrelegation                      |
|     | Absteiger in die Landesliga Westfalen                    |
| (N) | Aufsteiger aus der Landesliga Westfalen in der Vorsaison |

## Tabellen

### Gruppe 1
| Pl.               | Verein                        | Sp. | S  | U  | N  | Tore    | Diff. | Punkte |
| ----------------- | ----------------------------- | --- | -- | -- | -- | ------- | ----- | ------ |
| 1.                | SC Herford                    | 34  | 23 | 8  | 3  | 084:260 | +58   | 54:14  |
| 2.                | Ahlener SV                    | 34  | 18 | 10 | 6  | 053:320 | +21   | 46:22  |
| 3.                | SpVg Emsdetten 05             | 34  | 15 | 10 | 9  | 053:430 | +10   | 40:28  |
| 4.                | Hammer SpVg                   | 34  | 16 | 7  | 11 | 066:440 | +22   | 39:29  |
| 5.                | SVA Gütersloh                 | 34  | 14 | 10 | 10 | 059:490 | +10   | 38:30  |
| 6.                | Bünder SV                     | 34  | 14 | 9  | 11 | 060:460 | +14   | 37:31  |
| 7.                | Erler SV 08                   | 34  | 12 | 11 | 11 | 040:460 | −6    | 35:33  |
| 8.                | TuS Ahlen                     | 34  | 11 | 12 | 11 | 051:440 | +7    | 34:34  |
| 9.                | 1. FC Paderborn               | 34  | 11 | 12 | 11 | 051:490 | +2    | 34:34  |
| 10.               | FC Gohfeld (N)                | 34  | 11 | 11 | 12 | 045:400 | +5    | 33:35  |
| 11.               | SC Recklinghausen             | 34  | 9  | 15 | 10 | 030:330 | −3    | 33:35  |
| 12.               | Eintracht Gelsenkirchen-Horst | 34  | 10 | 13 | 11 | 048:580 | −10   | 33:35  |
| 13.               | VfB Rheine                    | 34  | 11 | 10 | 13 | 039:470 | −8    | 32:36  |
| 14.               | Warendorfer SU (N)            | 34  | 12 | 8  | 14 | 050:620 | −12   | 32:36  |
| 15.               | SpVg Beckum                   | 34  | 12 | 7  | 15 | 048:570 | −9    | 31:37  |
| 16.               | TuS Schloß Neuhaus            | 34  | 10 | 9  | 15 | 040:520 | −12   | 29:39  |
| 17.               | TSV Marl-Hüls                 | 34  | 9  | 8  | 17 | 040:580 | −18   | 26:42  |
| 18.               | VfB 03 Bielefeld              | 34  | 0  | 6  | 28 | 028:990 | −71   | 06:62  |
| Stand: Saisonende |                               |     |    |    |    |         |       |        |

### Gruppe 2
Die Meisterschaft wurde zum Teil am Grünen Tisch entschieden. Die SV Holzwickede legte Protest gegen die 0:1-Niederlage beim VfB Altena ein, da dem Schiedsrichter ein Regelverstoß unterlief und einer der beiden Linienrichter aus Lüdenscheid kam, der Stadt des größten Konkurrenten Holzwickedes. Es wurde ein Wiederholungsspiel angesetzt, dass torlos endete. Am letzten Spieltag verlor Lüdenscheid das Heimspiel gegen Holzwickede mit 2:3, so dass beide Mannschaften die Saison punktgleich beendeten. Teutonia Lippstadt wechselte zur Saison 1976/77 in die Gruppe 1.
| Pl.               | Verein                     | Sp. | S  | U  | N  | Tore    | Diff. | Punkte |
| ----------------- | -------------------------- | --- | -- | -- | -- | ------- | ----- | ------ |
| 1.                | SV Holzwickede             | 34  | 20 | 11 | 3  | 071:310 | +40   | 51:17  |
| 2.                | Rot-Weiß Lüdenscheid       | 34  | 21 | 9  | 4  | 084:310 | +53   | 51:17  |
| 3.                | Lüner SV                   | 34  | 17 | 9  | 8  | 068:360 | +32   | 43:25  |
| 4.                | TuS Iserlohn               | 34  | 14 | 11 | 9  | 053:450 | +8    | 39:29  |
| 5.                | DSC Wanne-Eickel           | 34  | 13 | 12 | 9  | 067:470 | +20   | 38:30  |
| 6.                | SG Wattenscheid 09 Am.     | 34  | 13 | 12 | 9  | 048:360 | +12   | 38:30  |
| 7.                | SuS Hüsten 09              | 34  | 16 | 5  | 13 | 064:720 | −8    | 37:31  |
| 8.                | SC Neheim-Hüsten           | 34  | 12 | 9  | 13 | 045:450 | ±0    | 33:35  |
| 9.                | TuS Neuenrade              | 34  | 13 | 7  | 14 | 044:450 | −1    | 33:35  |
| 10.               | DJK Hellweg Lütgendortmund | 34  | 10 | 11 | 13 | 044:480 | −4    | 31:37  |
| 11.               | SSV Hagen                  | 34  | 10 | 10 | 14 | 048:570 | −9    | 30:38  |
| 12.               | VfL Bochum Am. (N)         | 34  | 11 | 8  | 15 | 038:500 | −12   | 30:38  |
| 13.               | VfB Altena                 | 34  | 11 | 8  | 15 | 042:570 | −15   | 30:38  |
| 14.               | Sportfreunde Siegen        | 34  | 11 | 7  | 16 | 047:610 | −14   | 29:39  |
| 15.               | Teutonia Lippstadt (N)     | 34  | 9  | 11 | 14 | 042:540 | −12   | 29:39  |
| 16.               | TuS Eving-Lindenhorst      | 34  | 10 | 5  | 19 | 050:710 | −21   | 25:43  |
| 17.               | VfL Bad Berleburg          | 34  | 10 | 5  | 19 | 055:820 | −27   | 25:43  |
| 18.               | Hasper SV                  | 34  | 8  | 4  | 22 | 034:760 | −42   | 20:48  |
| Stand: Saisonende |                            |     |    |    |    |         |       |        |

#### Entscheidungsspiel um Platz eins
Die punktgleichen Mannschaften aus Holzwickede und Lüdenscheid mussten in einem Entscheidungsspiel den Gruppensieger ermitteln. Das Spiel fand am 9. Mai 1976 vor 10.000 Zuschauern in Hagen statt. Holzwickede setzte sich durch und zog in das Endspiel um die Westfalenmeisterschaft ein.
|                      | Ergebnis  |                |
| -------------------- | --------- | -------------- |
| Rot-Weiß Lüdenscheid | 2:3 (2:0) | SV Holzwickede |

#### Entscheidungsspiel um Platz 14
Die punktgleichen Mannschaften aus Siegen und Lippstadt mussten in einem Entscheidungsspiel den Tabellenvierzehnten ermitteln. Das Spiel fand am 15. Mai 1976 vor 2.000 Zuschauern in Werdohl statt. Siegen setzte sich mit 3:0 durch und schafften den Klassenerhalt, während Lippstadt Entscheidungsspiele gegen den 15. der Gruppe 1 SpVg Beckum austragen musste.
|                     | Ergebnis  |                    |
| ------------------- | --------- | ------------------ |
| Sportfreunde Siegen | 3:0 (1:0) | Teutonia Lippstadt |

#### Entscheidungsspiele um Platz 16
Die punktgleichen Mannschaften aus Bad Berleburg und Eving-Lindenhorst mussten in einem Entscheidungsspiel den Tabellensechzehnten ermitteln. Das Spiel fand am 16. Mai 1976 vor 530 Zuschauern statt und endete torlos. Im Wiederholungsspiel am 27. Mai 1976 vor 100 Zuschauern setzte sich Eving-Lindenhorst durch und musste daraufhin Entscheidungsspiele gegen den 16. der Gruppe 1 TuS Schloß Neuhaus bestreiten. Bad Berleburg hingegen stieg in die Landesliga ab.
|                   | Ergebnis  |                       |
| ----------------- | --------- | --------------------- |
| VfL Bad Berleburg | 0:0       | TuS Eving-Lindenhorst |
| VfL Bad Berleburg | 0:3 (0:1) | TuS Eving-Lindenhorst |

## Westfalenmeisterschaft
Die beiden Gruppensieger ermittelten in Hin- und Rückspiel den Westfalenmeister. Die Spiele fand am 15. und 23. Mai 1976 vor 9.000 bzw. 6.000 Zuschauern statt. Holzwickede trug sein Heimspiel in Unna aus. Der SC Herford setzte sich durch und erreichte die Aufstiegsrunde zur 2. Bundesliga, während Holzwickede an der Deutschen Amateurmeisterschaft teilnahm. Allerdings hatte Holzwickede vorab auf eine Teilnahme an der Aufstiegsrunde verzichtet.
|                                  | Gesamt |                                      | Hinspiel  | Rückspiel |
| -------------------------------- | ------ | ------------------------------------ | --------- | --------- |
| SC Herford Meister der Staffel 1 | 5:2    | SV Holzwickede Meister der Staffel 2 | 3:1 (2:1) | 2:1 (1:1) |

## Entscheidungsspiele gegen den Abstieg

### Entscheidungsspiele der Viertletzten
Die beiden viertletzten ermittelten in Hin- und Rückspiel vorsorglich einen möglichen siebten Absteiger aus der Verbandsliga Westfalen. Die Spiele fanden am 23. und 29. Mai 1976 vor 2.800 bzw. 850 Zuschauern statt. Beckum setzte sich sportlich durch. Da zwei westfälische Mannschaft aus der 2. Bundesliga abstiegen und der SC Herford in die 2. Bundesliga aufstieg wurden die Entscheidungsspiele bedeutungslos und beide Mannschaften verblieben in der Verbandsliga.
|                                      | Gesamt |                               | Hinspiel  | Rückspiel |
| ------------------------------------ | ------ | ----------------------------- | --------- | --------- |
| Teutonia Lippstadt 15. der Staffel 2 | 3:6    | SpVg Beckum 15. der Staffel 1 | 0:4 (0:2) | 3:2 (1:0) |

### Entscheidungsspiele der Drittletzten
Die beiden drittletzten ermittelten in Hin- und Rückspiel vorsorglich mögliche Absteiger aus der Verbandsliga Westfalen. Die Spiele fanden am 30. Mai und 5. Juni 1976 statt. Schloß Neuhaus setzte sich sportlich durch. Da zwei westfälische Mannschaft aus der 2. Bundesliga abstiegen und der SC Herford in die 2. Bundesliga aufstieg wurden die Entscheidungsspiele bedeutungslos. Beide Mannschaften stiegen aus der Verbandsliga ab.
|                                      | Gesamt |                                         | Hinspiel  | Rückspiel |
| ------------------------------------ | ------ | --------------------------------------- | --------- | --------- |
| TuS Schloß Neuhaus 16. der Staffel 1 | 7:5    | TuS Eving-Lindenhorst 16. der Staffel 2 | 3:1 (1:1) | 4:4 (1:0) |